# Spyridium majoranifolium
Spyridium majoranifolium là một loài thực vật có hoa trong họ Táo. Loài này được (Fenzl) Rye miêu tả khoa học đầu tiên năm 1995.